# Премжи, Азим
Азим Хашим Премжи (англ. Azim Hashim Premji; гудж. અઝીમ પ્રેમજી; 24 июля 1945, Бомбей) — индийский бизнесмен, филантроп и председатель совета директоров Wipro Limited, которой принадлежит Wipro Technologies, одна из крупнейших в Индии компаний, занимающихся выпуском программного обеспечения.
Премжи является одним из богатейших людей планеты (вторым в Индии) с состоянием 17 миллиардов долларов США по версии журнала Forbes.
Премжи часто называют индийским Биллом Гейтсом.

## Биография
Премжи родился в Бомбее в мусульманской семье гуджаратцев. Его отец владел западно-индийской продуктовой компанией, занимавшейся гидрогенизацией растительных жиров. Его дед был рисовым магнатом в Бирме. Его отец отклонил приглашение Мухаммада Али Джинна переехать в Пакистан.
Первоначальное образование получил в Школе Святой Марии (англ.). Далее учился в Стэнфордском университете в США по курсу электротехники, однако в 1966 году, в 21 год, вынужден был прервать обучение и взять в свои руки семейный бизнес в связи с неожиданной смертью отца. Ученую степень по электротехнике Премжи получил только спустя 30 лет.
В 2010 Фонд Азима Премжи основал в Бангалоре университет, который носит его имя. Азим Премжи занимает пост канцлера этого университета.
Является поклонником кинематографа. Любит заниматься треккингом и добросовестно относится к окружающей среде.
Признан самым щедрым индийцем в 2020 году. В период с апреля 2019 по март 2020 года сумма его пожертвований составила 79 миллионов рупий (чуть более одного миллиона долларов).